# Arkansas Tech University
Die Arkansas Tech University ist eine staatliche Universität in Russellville im Norden des US-Bundesstaates Arkansas. An der Hochschule sind 7480 Studenten eingeschrieben. Zu der Hochschule gehört eine Außenstelle in Ozark.

## Geschichte
Die Universität wurde 1909 als Second District Agricultural School gegründet und 1925 in Arkansas Polytechnic College umbenannt. Ihren heutigen Namen erhielt sie 1976. 2004 wurde das Arkansas Valley Technical Institute in Ozark in eine Außenstelle der Arkansas Tech University umgewandelt.

## Sport
Die Sportmannschaften der UAM sind die Wonderboys (Männer) bzw. Golden Suns (Frauen). Die Universität ist Mitglied der Gulf South Conference.

## Bekannte Absolventen
- Eddie Meador, American-Football-Spieler